# جانو (بازیکن فوتبال، زاده ۱۹۸۶)
جانو (انگلیسی: Jano؛ زادهٔ ۲۳ دسامبر ۱۹۸۶) بازیکن فوتبال اهل اسپانیا است.
از باشگاه‌هایی که در آن بازی کرده‌است می‌توان به باشگاه فوتبال لگانس و باشگاه فوتبال سنت پولتن اشاره کرد.